# The Stones in the Park (koncert)
The Stones in the Park byl open-air festival konaný 5. července 1969 v londýnském Hyde Parku. Jako hlavní hvězdy a organizátory byli The Rolling Stones, kteří koncert posléze uspořádali jako vzdaný hold zesnulému kytaristovi a bývalému členovi skupiny Brianu Jonesovi. Ten pouhé 2 dny před koncertem utonul na dně svého bazénu za ne zcela vyjasněných okolností. Na festivalu vystoupili také Third Ear Band, King Crimson, Srew, Alexis Korner's New Church, Roy Harper, Family a skupina Pete Browna Battered Ornaments. Návštěvnost se pohybovala od 250 000 až po 500 000.

## Setlist
The Rolling Stones
1. "Adonaïs" (žalozpěv recitovaný Mickem Jaggerem)
2. "I'm Yours and I'm Hers" (Winter)
3. "Jumpin 'Jack Flash"
4. "Mercy, Mercy" (Covay, Miller)
5. "Down Home Girl" (Alvin Robinson cover)
6. "Stray Cat Blues"
7. "No Expectations"
8. "I'm Free"
9. "Loving Cup" (původně pojmenovaná "Gimme a Little Drink")
10. "Love in Vain" (Johnson)
11. "(I Can't Get No) Satisfaction"
12. "Honky Tonk Women"
13. "Midnight Rambler"
14. "Street Fighting Man" (poprvé živě)
15. "Sympathy for the Devil" (společně s Rocky Dijon na perkuse)

## Sestava
The Rolling Stones
- Mick Jagger – (zpěv)
- Keith Richards – (kytara)
- Mick Taylor – (kytara)
- Bill Wyman – (baskytara)
- Charlie Watts – (bicí)

## Přípravy
13. června 1969 skupina pořádá tiskovou konferenci v Hyde Parku, kde oznamují zdejší chystaný koncert a představují nového kytaristu Micka Taylora, který si zde se skupinou poprvé odehraje koncert. Mick Taylor se se svým kytarovým talentem uplatnil ve skupině legendárního bluesového kytaristy Johna Mayalla, John Mayall’s Bluesbreakers. 3. července se Brian Jones utopí na dně svého bazénu, skupina se tuto zprávu dozvídá od svého pianisty Iana Stewarta při práci ve studiu. Rolling Stones se shodnou, že Brianovi vzdají hold a koncert tak dostane nový rozměr jako oslava Brianova života. Den před koncertem Stones zkoušeli ve studiích Apple skupiny Beatles, načež jejich koncert navštívil právě beatle Paul McCartney. Stones v Savile Row nazkoušeli 14 písní, včetně dvou skladeb z chystaného alba Let It Bleed.

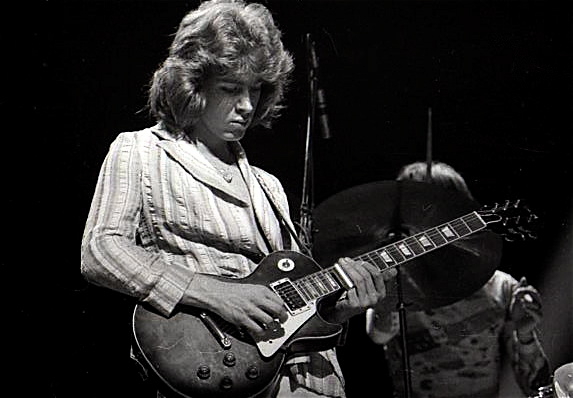
Mick Taylor

Koncert byl zároveň důležitým návratem na koncertní pódia od roku 1967, kdy skupina absolvovala evropské turné (i když v roce 1968 skupina krátce vystoupila na udílení NME, kde přebrala cenu pro nejpopulárnější britskou skupinu roku). Na turné po Spojených státech se skupina vydala až v listopadu '69, zakončené nechvalně proslulým koncertem na festivalu v Altamontu.
PA systém (tj. soubor zařízení a prvků k zesílení zvuku) zajistila společnost Watkins Electric Music, která skupině zapůjčila reproduktory používané již pro předchozí akce konané v Hyde Parku. Jako ochranku si skupina najala motorkářský gang Hells Angels, britští „pekelní andělé“ se na rozdíl od těch bestiálnějších amerických velmi lišili a to Rolling Stones poznali na tragickém koncertu v Altamontu, kde motorkáři dostali od skupiny stejný úkol.
Prvních příchozích fanoušků bylo 7 000, kteří 4. července (tj. den před koncertem) pokládali na trávník svíčky, aby pietou uctili Brianovu památku. Fanoušci v řadách hlavně hippies pak v parku přes noc ve spacácích přespali a ráno tak byli usazeni na místě hlediště, které se postupně během rána rozšířilo o dalších zhruba 13 000 diváků. Odhaduje se návštěvnost 250–000 až 500–000, publikum zřejmě mělo o Stones obrovský zájem a chtěli po několika letech vidět a slyšet skupinu i s novým kytaristou. V publiku se objevil i Joey Ramone pozdější zpěvák americké punkrockové skupiny Ramones.

## Koncert

### King Crimson
Krátce působící soubor King Crimson vystoupil na koncertě v sestavě Robert Fripp – kytara; Greg Lake – baskytara, hlavní zpěv; Ian McDonald – klávesy, saxofon, doprovodné vokály a Michael Giles – bicí, doprovodné vokály. Na koncertu zahráli tyto písně: "21st Century Schizoid Man", "Get Thy Bearings", "Epitaph", "Mantra", "Travel Weary Capricorn", "Mars, the Bringer of War". Bubeník skupiny Michael Giles později vzpomínal: „Hyde Park byl pro nás zvláštní a prestižní událostí. Bylo to poprvé, kdy jsme hráli desítky tisíc lidí pod širým nebem. Když jsme byli téměř neznámí, mohli jsme volně procházet davy bez dozoru."

### Alexis Korner's New Church
Jako dalšího si Stones pozvali svého přítele Alexise Kornera, legendárního britského bluesmana skrze kterého, poznali Briana Jonese. Poté, co se rozpadl soubor Blues Incorporated, Korner během cesty po Skandinávii založil společně s dánským kytaristou Peterem Thorupem skupinu Alexis Korner's New Church, která si v Hyde Parku odehrála svůj první koncert.

### The Battered Ornaments
Skupina The Battered Ornaments byla doprovodná skupina zpěváka Pete Browna (známého jako textaře skupiny Cream pro kterou otextoval také slavnou píseň "Shine of Your Love") a to do té chvíle, kdy byl Brown ze skupiny vyhozen a to překvapivě den před koncertem. Chris Spedding kytarista, který zpíval hlavní zpěv místo Browna. Skupina zásobovala obrněný transportér, který Rolling Stones přepravil z hotelu do parku.

### Roy Harper
Na festivalu vystoupil zpěvák Roy Harper, který se na festivalech v Hyde Parku objevoval už od roku 1968 a v důsledku toho vzrostla jeho popularita. Na festivalu Harper vystoupil pouze s jednou písní.

### The Rolling Stones
Skupina se setkala v hotelu Londonderry na Park Lane s výhledem na park, kde si rezervovala apartmá v desátém patře a poté přemístila do parku v obrněném transportéru spolu se svými dvěma oficiálními fotografy Michaelem Cooperem (známý jako fotograf slavného přebalu alba The Beatles: Sgt. Pepper's Lonely Hearts Club Band a později jeho volné parafráze obalu desky Their Satanic Majesties Request právě od skupiny Rolling Stones) a Tonym Sanchezem. Vzhledem k tomu, že za pódiem nebyl žádný "backstage" prostor pro vystupující, posloužil jim karavanový přívěs ve, kterém skupina přečkala čas před vystoupením. Zatímco Keith Richards s Mickem Taylorem ladili své kytary (Taylorův: Gibson Les Paul, Gibson SG a Richardsův: Gibson ES-330, Gibson Flying V), Charlie Watts jim tleskal rytmus, Bill Wyman si zapálil poslední cigaretu a Mick Jagger se koncentroval, aby recitoval žalozpěv pro Briana Jonese. Jagger se oblékl do bílé košile a kalhot, pod košili do fialového tílka, kolem krku si uvázal kožený límec. Údajně si ony bílé šaty vypůjčil v butiku módního návrháře Michaela Fischera, který šaty ušil původně pro amerického zpěváka Sammyho Davise mladšího.

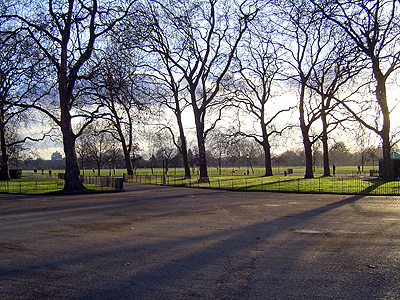
Hyde Park - místo koncertu.

Před vystoupením přišel Jagger na pódium a požádal publikum, aby ztichlo. Přečetl pro Jonese hold a přečetl dvě sloky básně Percy Bysshe Shelleyovy, básně o smrti Johna Keatse z knihy Adoinas. Přečetl ony slavné verše: „Mír, mír, nezemřel, ba on nespí ani, on pouze probudil se ze snu žití.“ Poté již byla uvedena skupina The Rolling Stones, a to jako "nejlepší rock "n" rollová skupina na světě" – tato nálepka skupině vydržela dodnes. Skupina svůj set zahájila písní Johnnyho Wintera – "I'm Yours and I'm Hers" a z krabic byli vypuštěni motýli (Bělásci zelní). Novinář časopisu Melody Maker Chris Welch později vzpomínal: „Stál jsem vpředu a viděl jsem jak otevřel krabici a zní vyletěli motýli. A všichni ti motýli vyletěli do vzduchu a potom padali na zem, všichni umřeli, protože byli v té krabici moc dlouho a bylo horko. Snažili se odletět, ale všichni padali na zem a umírali, což bylo opravdu dojemné.“ 
Stones odehráli tyto písně: Winterovu – "I'm Yours & I'm Hers", "Jumpin' Jack Flash", "No Expectations", "Mercy Mercy", "Stray Cat Blues", "I'm Free", "Down Home Girl", "Love in Vain", "Give Me a Little Drink" (původní verze "Loving Cup") , "Midnight Rambler", "(I Can't Get No) Satisfaction", "Honky Tonk Women", "Street Fighting Man" a na závěr "Sympathy for the Devil".
Skupina vybrala velké hity jmenovitě: "Jumpin' Jack Flash", "Midnight Rambler", "(I Can't Get No) Satisfaction", "Honky Tonk Women", "Street Fighting Man" a "Sympathy for the Devil"; písně "No Expectations" a "Stray Cats Blues" z tehdy zatím posledního alba Beggars Banquet, do setu zařadili také písně hrané v raných šedesátých letech a to: "Mercy, Mercy",  "I'm Free" a "Down Home Girl". Píseň "Give Me a Little Drink" vyšla na albu Exile On Main St. pod názvem "Loving Cup" až v roce 1972 a v Hyde Parku zazněla vůbec poprvé naživo. Johnsonova "Loving Cup" pochází z tehdy ještě nevydané desky Let It Bleed. Při závěrečné skladbě "Sympathy for the Devil" se ke skupině přidalo několik afrických hudebníků v čele s nigerijským perkusistou Gingerem Johnsonem a Rockym Dijonem (s ním skupina spolupracovala i na svém projektu Rock and Roll Circus).
Den před koncertem vyšel singl "Honky Tonk Women"/"You Can't Always Get What You Want" ten mohli zdarma získat dobrovolníci, kteří z parku vyklidili 5 000 t odpadu.

## Pódium a vybavení
Společnost Blackhill Enterpries (tj. hudební společnost organizující tzv. free koncerty v Hyde Parku) poskytla scénu o výšce 6 stop (1,8 m), reproduktory byly umístěny ve věži vysoké třicet stop, takže lidé za scénou mohli hudbu také slyšet. Pódium bylo lemováno palmami v květináčích, jako kulisa byl použit vnitřek přebalu alba Beggars Banquet. A nad scénou byl vyvěšen nápis společnosti BLACKHILL ENTERPRIES, tedy pořadatelů festivalu. Keith Richards na koncertu vůbec poprvé začal experimentovat s otevřeným ladění (poprvé mu otevřené ladění předvedl kytarista Ry Cooder, který hostoval na albu Let It Bleed). Otevřené ladění je možné slyšet i na takových nahrávkách Stones jako jsou ikonické hity např. "Brown Sugar" nebo "Start Me Up". Richards hrál na Gibson ES-330 a Gibson Flying V, Taylor si při většině setu vystačil s Gibsonem SG a občas jej vyměnil za Gibsona Les Paula. Bill Wyman si na koncert vzal dlouho používanou baskytaru Framus 5/149 "Star Bass", Charlie Watts si na koncertu postavil svoji dodnes používanou bicí soupravu Gretsch. Systém PA byl dodáván společností Watkins Electric Music, která již zprostředkovala aparaturu již na předchozích vystoupeních v Hyde Parku. Úroveň tehdejší zesilovačů vytvářela na voji dobu vlastně "normální" skřípavý zvuk. Zakladatel společnosti Charlie Watkins (přední zvukový inženýr angažovaný se svou společností také na festivalu Isle of Wight Festival a Glastonbury v letech 1969 a 1970) vzpomínal, že to byla největší aparatura, kterou do té doby sestavil, a protože nebyl schopen zajistit dostatečné vybavení, byl nucen si půjčit doplňky od jiných skupin, později řekl: „Neměl jsem mnoho sloupů, ale chtěl jsem abych docílil 1500 W. Půjčil jsem si něco od skupiny T-Rex. Všichni se zapojili - to jsme dělali my.“

## Ohlédnutí
V roce 1971 v rozhovoru pro magazín Rolling Stone, Richards řekl: „Hráli jsme docela špatně až do konce, protože jsme nehráli roky... Nikomu to nevadilo, protože nás prostě chtěli slyšet hrát znovu.“ Novinář britského deníku The Guardin, Richard Gott označil festival za "velkou epochální událost v britských sociálních dějinách, ačkoliv dodal, že hudba nevyvolávala valné emoce". Ian Martin (novinář Daily Telegraph) uvedl, že Stones byli podceňováni a docela možná znervóznělí, špatné hraní nasvědčovalo tomu, že skupina dva roky nekoncertovala.

## Vydání
Záznam koncertu se šířil pirátsky na audiokazetách. O několik let později byl záznam vydáván na neoficiálních CD nosičích, nikdy však nevyšel oficiálně od katalogu samotných Rolling Stones. O 37 let se zdrželo vydání videozáznamu koncertu, který odvysílala 25. září 1969 televize Granada. Koncert vyšel na DVD v roce 2006, kromě známého z televizního záznamu DVD obsahovalo také tři dosud nikdy nepublikované záznamy písní: "Mercy Mercy", "Stray Cat Blues" a "No Expectations". Neexistují však záznamy písní "Loving Cup" a "Down Home Girl". Eagle Rock Entertainment později vydal záznam znovu na DVD i Blu-Ray jako součást archivované edice From the Vault pod názvem From the Vault - Hyde Park - Live in 1969 v roce 2015.
Seznam písní:
1. "Midnight Rambler" (4:30)
2. "(I Can't Get No) Satisfaction" (4:00)
3. "I'm Free" (2:50)
4. "Hold (pro Briana Jonese)" (2:00)
5. "I'm Yours & I'm Hers" (Johnny Winter) (2:10)
6. "Jumpin' Jack Flash" (3:20)
7. "Honky Tonk Women" (3:05)
8. "Love in Vain" (Robert Johnson) (4:30)
9. "Sympathy for the Devil" (10:30)

Bonusové písně:
1. "Mercy Mercy" (3:07)
2. "Stray Cat Blues" (3:39)
3. "No Expectations" (2:20)

## Zajímavosti
- The Rolling Stones koncert oznámili již 13. června 1969 jako premiéru nového kytaristy Micka Taylora, ovšem poté co zemřel bývalý kytarista Brian Jones, rozhodli se mu koncertem vzdát hold.
- Vystoupení skupina nacvičovala ve studiích Apple v Savile Row skupiny The Beatles.
- Skupina se ráno sešla v hotelu Londonderry na Park Lane, kde si rezervovala apartmá v 10. patře s výhledem na park.
- Už 4. července se fanoušci scházeli v parku, zapalovali svíčky, přes noc v parku přespali.
- Jako ochranku si skupinu najala motorkářský gang Hells Angels.
- Skupina se z hotelu přepravila obrněným transportérem, který zásobovala vystupující skupina The Battered Ornaments.
- Čas před vystoupením skupina přečkala v karavanovém přívěsu za pódiem.
- Osudovým setkáním bylo potkání Ronnieho Wooda s Mickem Jaggerem a Charliem Wattsem (Wood byl známý jako kytarista méně slavné skupiny The Birds) a už tehdy kladl důraz v krátkém dialogu, že má zájem se stát členem Rolling Stones. O 7 let se mu to splnilo, když právě nahradil Taylora.
- Mick Jagger před začátkem koncertu přečetl dvě sloky básně Percy Bysshe Shelleyovy, básně o smrti Johna Keatse z knihy Adoinas a do vzduchu byli vypuštěni bělásci zelní, kteří uhynuli, kvůli nepříznivým vlivům.
- Keith Richards na koncertu vůbec před živým publikem začal experimentovat s otevřeným ladění kytary. Tento způsob použil na kytaře Gibson Flying V.
- V publiku se objevil baskytarista a zpěvák skupiny Beatles Paul McCartney, pozdější zpěvák americké punkrockové skupiny Ramones Joey Ramone a dokonce i kolumbijský drogový baron a kriminálník Pablo Escobar.
- Na pódiu se skupinou byl pianista Ian Stewart, Jaggerova partnerka Mariane Faithfull se synem Nicolasem Dunbarem, údajně na koncertu byla i Jaggerova milenka Marsha Hunt se kterou měl později také poměr.
- Jednalo se o první koncert před početným publikem od roku 1967.
- Skupina na koncertu vůbec poprvé představila některé písně z tehdy připravovaného alba Let It Bleed a to "Midnight Rambler", "Love In Vain" a čerstvě vydaný singl "Honky Tonk Woman".
- Na koncertu vůbec poprvé zazněla píseň "Loving Cup", která byla Jaggerem představena jako "Gimme a Little Drink".
- Dobrovolní fanoušci, kteří z parku po skončení koncertu vyklidili 1500 tun odpadu získali zdarma čerstvě vydaný singl "Honky Tonk Women".

## Návrat v roce 2013
Festivaly v Hyde Parku se těšily velké oblibě. Éra tzv. free koncertů (koncerty zdarma) trvala až do roku 1975. Od devadesátých let se koncerty v parku obnovily a během těchto let, tam vystupovali např. Luciano Pavarotti, The Corrs, Bryan Adams a další. V novém tisíciletí se v Hyde Parku objevili např. Elton John, The Beach Boys, Bryan Adams, Red Hot Chili Peppers, konal se zde také festival Live 8.

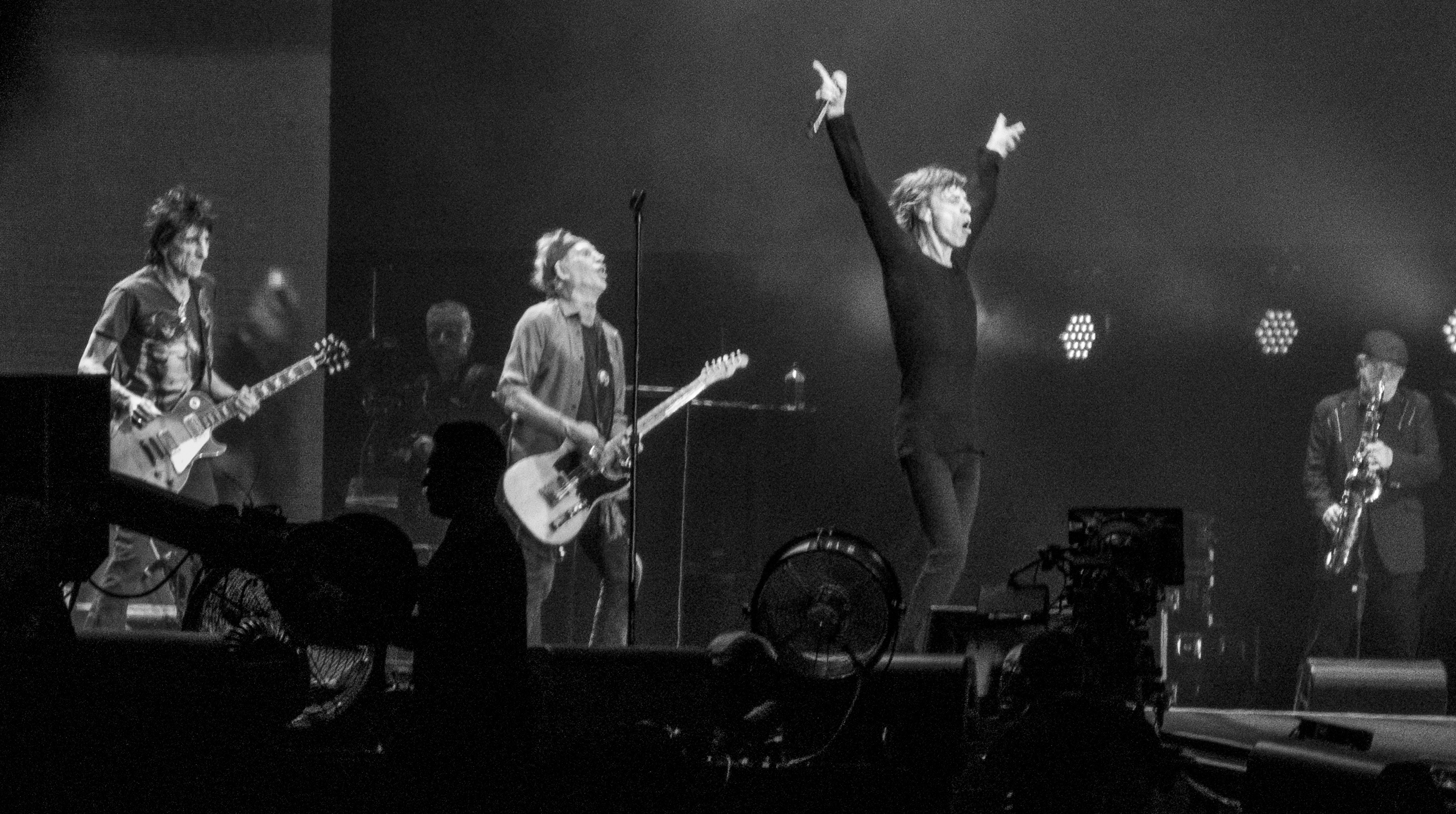
The Rolling Stones v Hyde Parku, 6. července 2013. (Zleva: Ronnie Wood, Keith Richards, Mick Jagger, Bobby Keys)

V roce 2013 byl založen festival British Summer Time, který už svým názvem lákal letní atmosféru koncertů pod širým nebem v Hyde Parku. The Rolling Stones v letech 2012-2013 oslavovali svou 50letou kariéru. Po několika letech vyrazili na koncertní turné, tentokrát pod názvem 50 & Counting Tour se podívali do Severní Ameriky a koncertovali párkrát i v Evropě. Zrodil se také nápad vystoupit po několika letech v Hyde Parku. Jakousi předehrou bylo vystoupení na největším festivalu světa - Glastonbury, kam dorazilo neuvěřitelných 135 000 fanoušků. Organizátoři 1. ročníku festivalu British Summer Time tedy Stones pozvali a oficiálně 3. dubna 2013 bylo oznámeno britskou veřejnoprávní společností BBC termín koncertu na 6. července 2013. Vstupenky byly bleskurychle vyprodány, proto byl přidán ještě jeden termín koncertu na 13. července. Jagger před koncertem poznamenal: „Vždycky, když se hraje v Anglii, především blízko Londýna, je to tak nějak jiný pocit. Je to jako vracet se domů.“
Ty bílé šaty, které měl Jagger na sobě v roce 1969 si oblékl znovu. I po padesáti letech Stones na pódiu vystoupili energicky a svůj set zahájil písní "Start Me Up", pokračovali i přes písně, které zazněly i tehdy v roce '69 jak také slíbili. Na prvním koncertu si se skupinou zahrál Gary Clark Jr. ve skladbě "Bitch". Se skupinou si jako host zahrál i Mick Taylor, který si tu před čtyřiačtyřiceti lety odehrál svoji premiéru. Taylor si s nimi zahrál "Midnight Rambler", píseň, kterou její autor Keith Richards označuje za „bluesovou operu“ na koncertu se její délka protáhla až na 12 minut, díky třem improvizujícím kytarám. Dvojice koncertů uzavřela speciální výroční turné a koncerty se staly vrcholem padesátiletého působení.
Koncert skupina nahrála a vydala na konci roku 2013. Na CD pod názvem Hyde Park Live a na DVD/Blu-Ray pod názvem Sweet Summer Sun: Hyde Park Live.